# Echinogammarus arcadiensis
Echinogammarus arcadiensis is een vlokreeftensoort uit de familie van de Gammaridae. De wetenschappelijke naam van de soort is voor het eerst geldig gepubliceerd in 1975 door Alouf.